# 金村乡 (宁县)
金村乡，是中华人民共和国甘肃省庆阳市宁县下辖的一个乡镇级行政单位。

## 行政区划
金村乡下辖以下地区：
崔庄村、崔塬村、金村、兰庄村、老庄子村、南堡子村和梁掌林场。